# Fumone
Fumone és un comune (municipi) de la província de Frosinone, a la regió italiana del Laci, situat a uns 70 km al sud-est de Roma i a uns 12 km al nord-oest de Frosinone.
A 1 de gener de 2019 tenia 2.092 habitants.

## Geografia
La població es troba en un turó cònic aïllat a la vall del riu Sacco. Limita amb els municipis d'Alatri, Anagni, Ferentino i Trivigliano.

## Llocs d'interès
El castell de Fumone va ser el principal bastió dels Estats Pontificis al sud del Laci. Avui acull un museu arqueològic. El papa Celestí V va ser empresonat aquí després de la seva renúncia al tron papal.
També destaca l'església de Santa Maria Annunziata, que conté relíquies de Sant Sebastià.